# Vysoká škola Jagiellonská
Vysoká škola Jagiellonská (polsky: Akademia Jagiellońska w Toruniu) je soukromá vysoká škola se sídlem v polském městě Toruń. Byla založena v roce 2003. Je zapsána v rejstříku neveřejných vysokých škol a sdružení neveřejných vysokých škol vedeném ministrem vědy a vysokého školství pod číslem 281. V únoru 2022 získala tato nevýzkumná vysoká škola statut akademie a přijala svůj současný název - Akademia Jagiellońska w Toruniu.
V roce 2024 se umístila na 9. místě v žebříčku soukromých vysokých škol v Polsku Perspektiwy 2024. Rektorskou školy je Joanna Górska-Szymczak.

## Studijní programy
- Bakalářský studium (studium prvního stupně) [5] [6]
  - Administrativa
  - Národní bezpečnost
  - Pedagogika
  - Mezinárodní vztahy
  - Informatika
- Magisterský studium (studium druhého stupně)
  - Pedagogika
  - Mezinárodní vztahy Administrativa a ekonomika

## Vydavatelství
Univerzita vydává tyto vědecké časopisy:
- International Journal of Public Administration, Management and Economic Development (IJPAMED), ISSN 2533-4077, publikuje původní výzkum zahrnující empirické, teoretické, metodologické a politicky relevantní práce z oblasti veřejné správy, managementu a ekonomického rozvoje. International Journal of Public Administration, Management and Economic Development je abstrahován a indexován v Directory of Research Journal Indexing, Index Copernicus, Google Scholar a ERIH PLUS [7] [8].
- 21st Century Pedagogy (PED21), ISSN 2544-8986, je mezinárodní recenzovaný časopis s otevřeným přístupem zaměřený na pedagogiku. Záběr časopisu zahrnuje mimo jiné tyto oblasti výzkumu: vzdělávání, sociální rehabilitace, učení, školní vzdělávání, formální a neformální vzdělávání, terciární a odborné vzdělávání, vysokoškolské vzdělávání, systémy vzdělávání, vzdělávací politika [9].
- Confrontation and Cooperation: 1000 Years of Polish-German-Russian Relations (CONC), ISSN 2391-5536, je řada monografií o politických vztazích mezi Polskem, Německem a Ruskem.Tyto sousední země se od počátku své existence neustále dostávaly do vzájemných interakcí - historických konfliktů, ale i období spolupráce. Současné vztahy těchto zemí jsou do značné míry podmíněny historickými zkušenostmi.Cílem časopisu je předložit analýzu vzájemných vztahů Polska, Německa a Ruska, neboť současná situace v Evropě je vztahy mezi těmito zeměmi výrazně determinována [10].
- Law and Administration in Postsoviet Europe (LAPE), ISSN 2391-5544, je seriál o právu, veřejné správě a politice v Evropě po roce 1989. Cílem časopisu je předkládat analýzy právních změn a zkušeností zemí střední a východní Evropy po roce 1989 [11].

## Fakulty
- Fakulta veřejnosprávních a ekonomických studií v Uherském Hradišti, Vysoká škola Jagiellonská v Toruni